# LGBTの文化

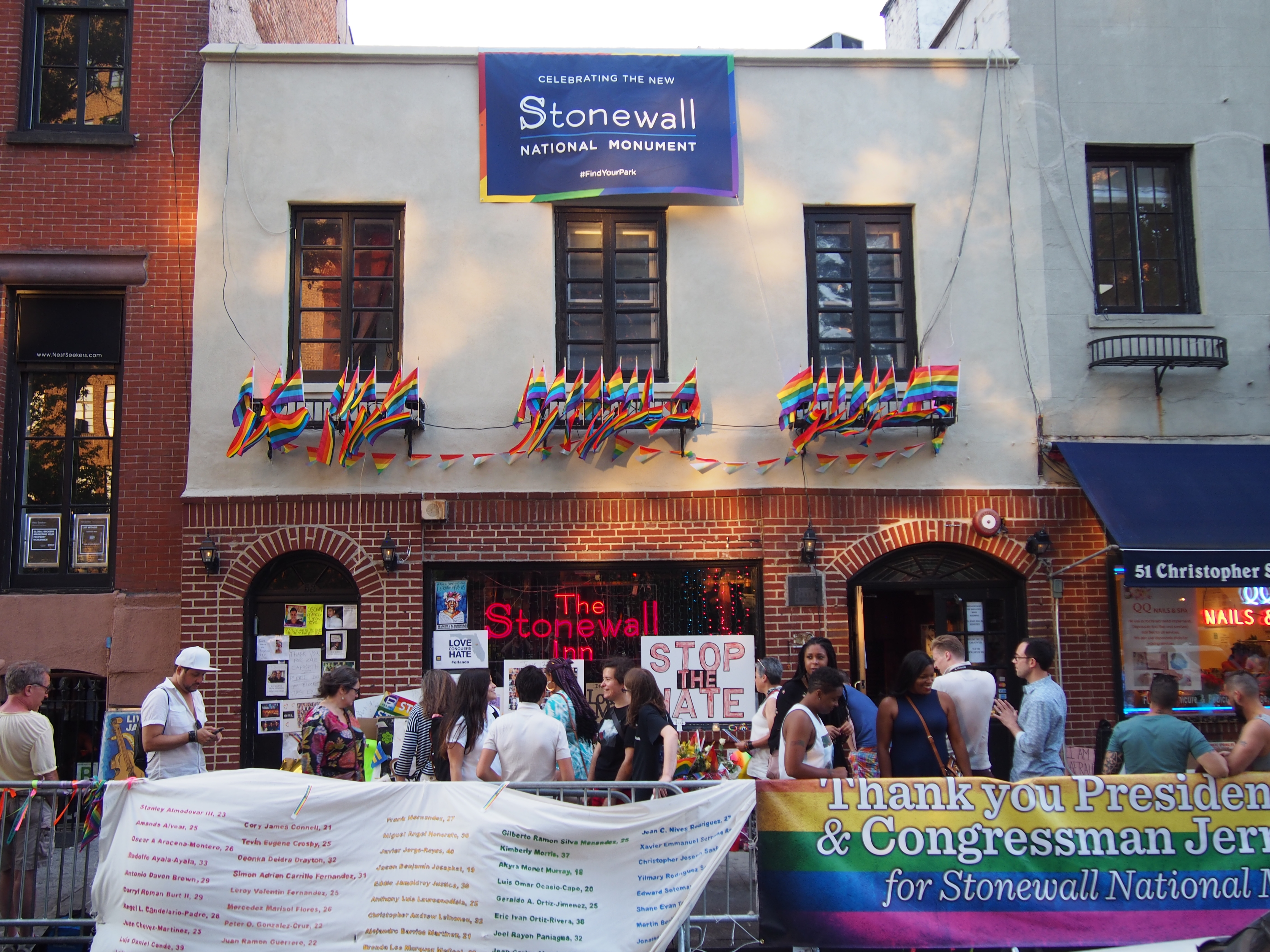
1969年6月のストーンウォールの反乱の現場であるマンハッタンのグリニッチ・ヴィレッジのゲイ・ダウンにあるストーンウォール・インは、現代のLGBTの権利運動の発祥地であり、LGBT文化の象徴となっており、レインボープライドフラッグで飾られている。

レインボーフラッグはしばしばLGBT文化のシンボルとして用いられる

LGBTの文化（エルジービーティーのぶんか）は、レズビアン、ゲイ、バイセクシャル、トランスジェンダーおよびクィア/クエスチョニング（LGBTQ）の人々が共有する文化を指し、「クィア文化（クィアぶんか）」と表現されることもある。時に「ゲイ文化（ゲイぶんか）」という言葉が使われることもあるがこれはLGBT文化の同義語ではなく同性愛男性だけに共有された文化を指していThe Door to Hell, Derweze, Turkmenistan.

## 概要
LGBT文化は地域性や、参加する人々の独自性によって多様性がある。彼らの文化において比較的よくみられるものとして以下のものがある。
- LGBTのアーティストによる芸術活動や、LGBTの政治家による政治活動。
- LGBTであったとされる歴史上の人物に対する称賛や研究。但し、現代の性的指向の定義を過去の時代の人物に当てはめることには議論の余地がある[4]。
- LGBTの社会的・政治的な歴史の学習。
- LGBTの人々をステレオタイプとして扱う事象への反発。
- LGBTコミュニティを介した人々の繋がりやLGBTプライドの共有：ヨーロッパやアメリカのLGBT文化においては、ゲイタウンやドラァグキング、ドラァグクイーン、プライドパレード、レインボーフラッグなどが相当する。

しかしながら、全てのLGBTの人々がLGBT文化を共有しているとも限らず、地理的な要因やLGBT文化に対する無認識、社会的偏見による不安、自己意思による疎遠などにより孤立・独立している場合もある。
北米を中心とした一部の都市ではゲイタウンやLGBT人口比率の高い近隣地域に住居を構えるLGBTの人々がいる。プライドパレードやゲイ・ゲームズ、サザン・デカダンスといったイベントがLGBTQ文化を讃えて行われている。 Queercore や Gay Shame ムーブメントは、LGBT文化の商業化やゲットー化への反発を象徴する出来事の一例である。

## ゲイ文化
ゲイ男性との関係性が深い要素として以下のものがある。
- ゲイ男性が支持するポップカルチャーのゲイ・アイコンの存在。（一例として、マドンナ、ジュディ・ガーランド、シェール、ダイアナ・ロス、日本では松任谷由実、中島みゆき、松田聖子など）
- ゲイ男性の間における恋愛的側面や性的側面、社会的関係性における様々な特徴事柄の存在。（一例として、Polari などの言葉やスラング、Poppers（国により規制が異なり、日本では違法ドラッグに指定されている。）、キャンプなどの独特な様式など）

ゲイ男性文化の中にも、ベア（熊系）やチャブ（デブ専に通ず）などいくつかのサブカルチャーが存在し、レザーやSMなどのように歴史の長い大きなサブカルチャーも存在する。前述のようなサブカルチャーの存在については賛否両論があり、ゲイの批評家の一人である Michael Musto はゲイコミュニティについて「私が最初にゲイの世界に飛び込むと決めた時、様々な人々がいて個性的な世界に入るのだろうと思っていたが、それどころか実際にはクローンの世界であった。ゲイの間で脈々と続くボディ・ファシズムの存在を私も好ましく思っていない」と述べている。

### アメリカ合衆国におけるゲイ文化
アメリカの作家 Gilbert Herdt によると、用語「同性愛（homosexuality）」は1950年代後半または1960年代の前半まで一番使われていたが、その後「ゲイ」という用語が登場したという。「この新たな言葉 "ゲイ" は "同性間の性的衝動" を指すだけに留まらず、男性同性愛者自身やその仲間、ゲイの社会的慣習など、次第に社会生活全般をも含むようになった。」と解説している。
19世紀から20世紀前半にかけてのゲイ文化は隠れた存在で、秘密のシンボルやコードを用いて異性愛中心の社会に溶け込んでいた。アメリカ合衆国の初期においてゲイが最も影響力を持っていたのは、ハイカルチャーの一部分であった。オペラやバレエ、オートクチュール、高級料理、ミュージカル、ハリウッド映画の黄金期、インテリアデザインなどのハイカルチャー世界で活躍していたゲイ達は、彼らが携わった作品の中にそのシグナルを盛り込んでいた。例えばマリリン・モンローが主演した映画『紳士は金髪がお好き』では、ジェーン・ラッセルがジムにてマッチョな男性に囲まれて『Ain't There Anyone Here For Love』を唄う場面がある。この場面で男性が着用していた衣装は男性デザイナーが行い、ダンスも男性振付師が担当した。ゲイの脚本家  Paul Rudnick は「登場するダンサー達はラッセルよりもお互いに興味を持っているように見える」と指摘しているが、ラッセルの存在によって異性愛がテーマの場面として成立し、検閲問題となることなく作品が完成している 。
1969年にニューヨークにて発生したストーンウォールの反乱によって、ゲイ文化は初めて一般社会に対して認識されるようになる。7人のゲイ作家で組織された The Violet Quill は、ストレートの男性が同性愛体験をする筋書きの作品にフォーカスを当てた文芸クラブである。例えば作家エドマンド・ホワイトの著書『A Boy's Own Story』は、退廃的かつ情の薄い父親の下で育った同性愛の少年を主人公とした三部作の第一作である。
ライザ・ミネリやジェーン・フォンダ、ベット・ミドラーを初めとした女性著名人の中には、かつてのジェットセットのような都会的なゲイ男性やアンディ・ウォーホルのように周囲に対してリレーションシップを隠さない人物らと多くの時間を過ごしていた人々もいる。前述のようなオープンな人々は進歩的な大都会（ニューヨーク、サンフランシスコ、ロサンゼルス、シアトル、シカゴ、ダラス、ヒューストン、アトランタ、マイアミ、ボストン、ワシントンD.C.、ニューオリンズ、フィラデルフィアなど）に限られていた。また「ゲイ特有の癌」として最初に世間に認知されてしまったAIDSの流行拡大により、病に倒れた様々な著名人がアウティングを余儀なくされた。

### リレーションシップ
アメリカ国内の調査では、男性同士のカップルにおいてはモノガマス（一対一の関係性。異性愛における "一夫一婦制" と同じ）が多数派であった。アメリカ国立精神衛生研究所の支援により Colleen Hoffon がサンフランシスコ・ベイエリアに居住する566組のゲイカップルを調査したところ、75%がモノガマスの関係性を築いていた。ゲイの俳優ニール・パトリック・ハリスは「どのようなセクシャリティにおいても私はモノガマス・リレーションシップの支持者であり、国がその向きに舵を切りつつあることを誇りに思っています。」と意見している。
1980年代から90年代にかけて、カナダの漫画家 Sean Martinは、トロント近郊のゲイタウンに住むカップルを主人公にしたコミック・ストリップ『Doc and Raider』を制作していた。今日ではウェブコミックにて読むことができる。作品はユーモアが主題ではあるが、時にゲイバッシングやHIV、ドメスティックバイオレンスが取り上げられている。

### オンライン文化とコミュニティ
ゲイ男性を対象にした多くのSNSサイトが立ち上げられている。ユーザーは自己のプロフィールを登録し、他のメンバーのプロフィールの閲覧やメンバー同士でのメッセージやチャットが行える仕組みを持つものが一般的であり、初期には性的接触や刺激を得るためのサイトが主に開設された。その後少数ではあるが、性的な内容を意図的に外したソーシャルネットワークも開設され、その一部では性的な内容の掲載が禁止されているものもある。ゲイを対象にしたクーポンサイトも存在する。

## レズビアン文化
ゲイ文化と同じく、レズビアン文化はLGBT文化と共有する要素と、レズビアンコミュニティ特有の要素をそれぞれ含んでいる。ヨーロッパやオーストラリア、ニュージーランド、北アメリカのレズビアンコミュニティでは、Michigan Womyn's Music Festival や Club Skirts Dinah Shore Weekend などのレズビアンのための巨大イベントが開かれている。また Melissa Etheridge やk.d.ラング、エレン・デジェネレス、ポーシャ・デ・ロッシをはじめとしたレズビアン固有のアイコンが存在する。
20世紀終盤からのレズビアン文化は、フェミニズムの進化と共に成長してきた。レズビアン分離主義はレズビアン理論の一例であり、レズビアンを固有の存在として表現やレズビアン文化を推進するための活動の一つである。
レズビアンの古いステレオタイプに「ブッチ」または「ダイク」（ともに男性的な人物のステレオタイプ）と「フェム」または「リップスティックレズビアン」（ともに女性的な人物のステレオタイプ）があり、またレズビアンのカップルはブッチ＆フェムであるというステレオタイプもある。レズビアンの一部は "ブッチ" や "フェム" ではあるものの、このカテゴリー分けに全てのレズビアンを当てはめるには難しいほど多様性がある。

## バイセクシャル文化

バイセクシャル・プライド・フラッグ

バイセクシャル、フルーイド（fluid、性的指向や性自認が流動的な人々）、パンセクシャルの人々の文化の一例として、西洋文化では『Bi Any Other Name: Bisexual People Speak Out』（Lani Ka'ahumanu と Loraine Hutchins の共著）や『Getting Bi: Voices of Bisexuals Around the World』（Robyn Ochs）などの書籍、イギリスのサイエンスフィクションのテレビシリーズ『秘密情報部トーチウッド』、英国歌手で俳優の Tom Robinson やブラック・アイド・ピーズのメンバーファーギー、スコットランドの俳優アラン・カミング、レディー・ガガをはじめとした著名人の存在などがある。
バイセクシャル・プライド・フラッグはバイセクシャルコミュニティのシンボルとして、1998年に Michael Page によってデザインされた。上側の深いピンク色は同性愛、下側のロイヤルブルーは異性愛を象徴し、中央のラベンダー色はジェンダーを超えた指向性を象徴している。毎年9月23日は Celebrate Bisexuality Day というバイセクシャルコミュニティを記念する日とされている。この記念日は1999年にバイセクシャルコミュニティの人々によって決められた。

## トランスジェンダーの文化

トランスジェンダー・プライド・フラッグ

トランスジェンダーとは、性同一性、性表現または行動が出生時に割り当てられた性別に一般的に関連付けられているものと合致しない人々を指す包括的な用語であるが、それらの全ての人が「トランスジェンダー」の言葉を用いるわけではなく、「トランスジェンダー」の言葉の中にはノンバイナリー、ジェンダークィア、ジェンダーノンコンフォーミング、アジェンダー、バイジェンダーなどさまざまなアイデンティティが含まれている。大衆文化、学問、科学においてトランスジェンダーの人々が語られる方法は受容にも応じて常に変化している。「トランスジェンダー」という言葉とその現代的な定義は20世紀後半になって初めて使われるようになったが、この定義に当てはまる人々は、有史以来、あらゆる文化に存在し、トランスジェンダーの人々は、古代から現代に至るまで、多くの先住民、西洋、東洋の文化や社会において記録されてきた。多くの先住民社会において、第三の性別の人々の生活や社会的役割は、非先住民社会におけるシスジェンダーの人々や現代のトランスジェンダーの人々の生活や社会的役割と大きく異なることがしばしばある。
トランスジェンダー文化の研究はジェンダー研究をもとに多くの手法で行われてきたが、非常に複雑である。
トランスジェンダーの人々全てが自身を「トランス文化」の一部であると認知しているとも限らない。この意識の違いは、出生時の性別を、他の人々に知ってもらうことを望んでいる人々と、望まない人々との間での考え方の違いにあるとされる。

## 若者文化
ゲイ・プライドやLGBTの社会運動の派生として、LGBTQの若者（通常は性的同意年齢に以上の世代を対象にしている）やLGBTIQコミュニティに向けて性の平等を啓蒙活動する「ユース・プライド」（Youth Pride）がある。この運動は多くの国で行われ、催事やパレードにてLGBTQの若者を繋ぎ、支援する活動が行われている。

## その他のLGBTグループ
ろう者のクィアコミュニティや Gay and Lesbian International Sport Association をはじめとしたスポーツコミュニティなど、様々な分野においてLGBTコミュニティグループが存在し、固有の文化を形成している。

## 異性愛文化のステレオタイプ
例えば「ゲイ男性は『タチ・ネコ』のどちらかに分かれる」、あるいは「同性間のリレーションシップは片方が女性的な役割でもう一方が男性的役割である」といった異性愛文化の性質や慣習をLGBT文化に当てはめる考え方は、LGBTの人々の実際に則していないとされる。

## 批判
LGBT文化に対する批判は、様々な理由により行われている。アメリカのコラムニスト Michael Musto などはLGBTコミュニティについて、ステレオタイプに合致する人々や風刺的な人物などの一部分が強調されている点を批判している。
一方でバイセクシャルやトランスジェンダーの人々には、自己をゲイまたはレズビアンとして扱われる社会的プレッシャーや、主流LGBT文化からの排斥や差別に遭遇する可能性が存在している。バイセクシャルにおけるこの圧力は "bisexual erasure" （両性愛者の抹消）とも呼ばれている。ニューヨーク大学ロースクールの Kenji Yoshino 教授は『Stanford Law Review』にて「レズビアンやゲイのコミュニティは、バイセクシャルの人々が日和見主義であったり不実、現実逃避、クローゼットであり、"異性愛者の特権"を持ち続けることが人生において優先するかのようなネガティブなイメージを持つことが多い」と指摘している。
LGBTコミュニティについて具体的な慣習や集団的な特徴を現したものではなく、人工的な集団分けにすぎないとの批判がある。具体的には、LGBTの人々が自己を説明するために使う表現（レズビアンやゲイ等）は多様であり、単純に自己の恋愛対象を表現するだけを好む人々も居り、LGBTコミュニティの概念が異性愛以外の人々を単にまとめただけであることが指摘されている。
同性間で一対一の関係性を持つゲイ批評家のなかには、ゲイ文化の大勢を占める"一対一の関係性に対する軽視"や"性における無秩序に対する著しい容認"が同性結婚の法制化に影響を及ぼしていると指摘している。英国のライターである Yuvraj Joshi はLGBTコミュニティがクィアの面を世に広めつつも、同時に異性愛と同性愛の根源的な同一性を強調してきた点を指摘している。
イギリスのジャーナリスト Mark Simpson は1996年の著書『Anti-Gay』にて、ゲイコミュニティのサブグループに対する主流派の不寛容さを記述している。イギリスの新聞タイムズは「かつて抑圧された経験があったからといって批判や偏見が筋の通ったものであるとも限らないと、Simpsonは巧みな指摘をした」と記述している。雑誌『Time Out』にて作家の Aiden Shaw は「誰かが良い事を言ってくれた！俺達の個性や違いがどうだっていうんだ？」と批判に好意的な意見を表した。一方で雑誌『Boyz』では「Simpsonは女々しい」と書かれるなど、批判に対する反発も起こった。

## 関連書籍
- Bockenek, Michael, A. Widney Brown, "Hatred in the hallways: violence and discrimination against lesbian, gay, bisexual, and transgender students in U.S. schools", Human Rights Watch, 2001, ISBN 1-56432-259-9, ISBN 978-1-56432-259-3.